# Joseph Ehrismann
Joseph Ehrismann   (Mutzig, 2 de març de 1880 - Estrasburg, 18 de febrer de 1937) va ser un pintor i mestre vitraller d’Alsàcia. Va néixer com a ciutadà alemany a Alsàcia-Lorena, i va morir com a ciutadà francès al Bas-Rhin, sense haver abandonat substancialment la seva regió natal.
Fill d'un forner catòlic de la petita ciutat de Mutzig, va estudiar de 1906 a 1912 a Estrasburg amb Auguste Cammissar, i a Múnic amb Martin von Feuerstein (que procedia de la petita ciutat de Barr, molt a prop de Mutzig). Després d'haver obtingut el títol de Meisterschüler, Ehrismann va establir el seu propi taller, proporcionant vitralls per a diverses esglésies i institucions públiques d'Alsàcia, però també alguns murals.
Moltes de les creacions d'Ehrismann han estat destruïdes durant la Segona Guerra Mundial, o a causa dels incendis que han destruït les esglésies, però algunes d'elles encara es poden veure in situ a Estrasburg, Mulhouse, Colmar, Schiltigheim, Bischheim, Molsheim, Meistratzheim, Lampertsloch, Betschdorf i Weitbruch.

## Galeria

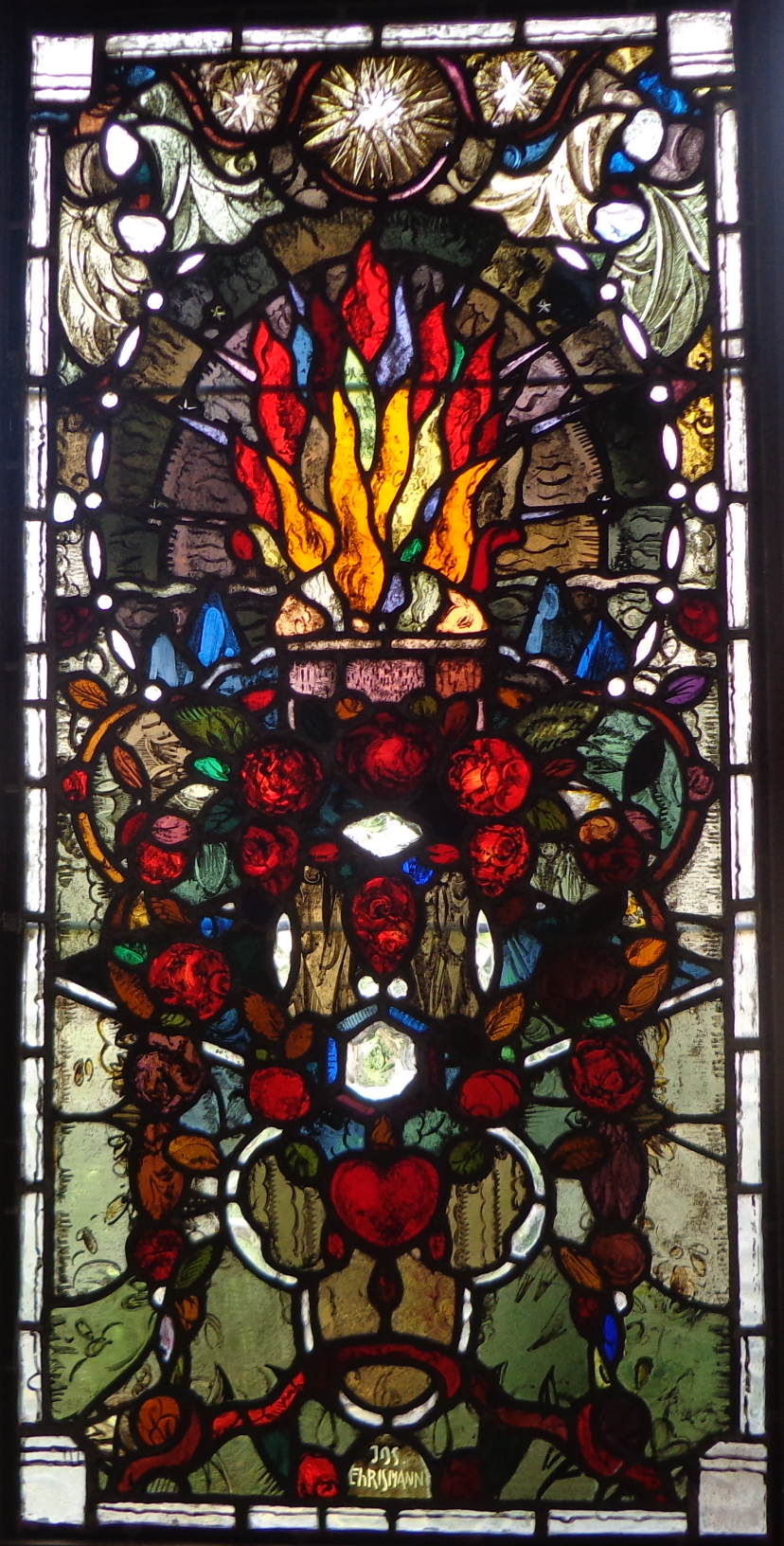
Finestra signada "Jos. Ehrismann" (Museu de la Chartreuse, Molsheim)
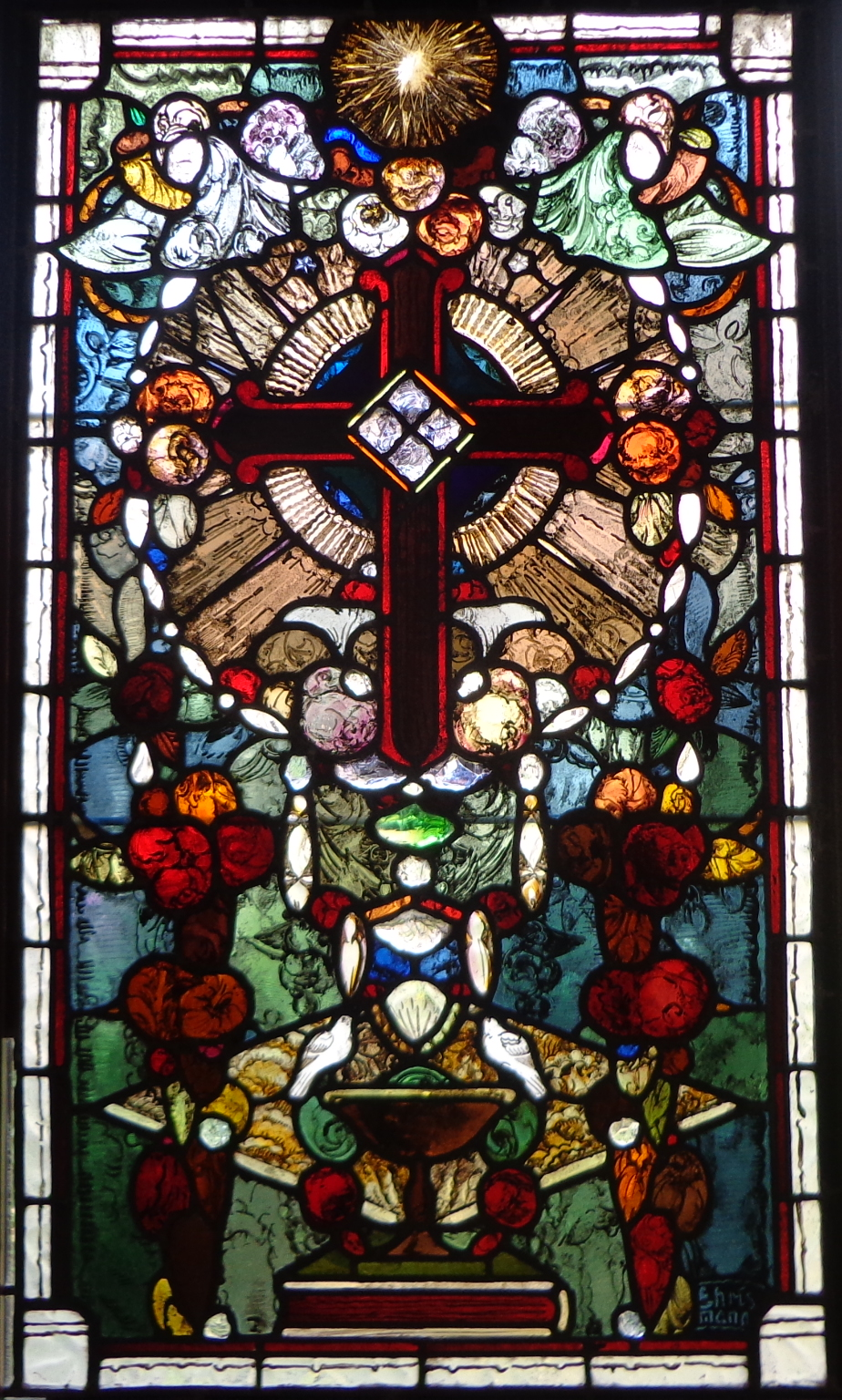
Finestra signada "Ehrismann" (mateixa ubicació)
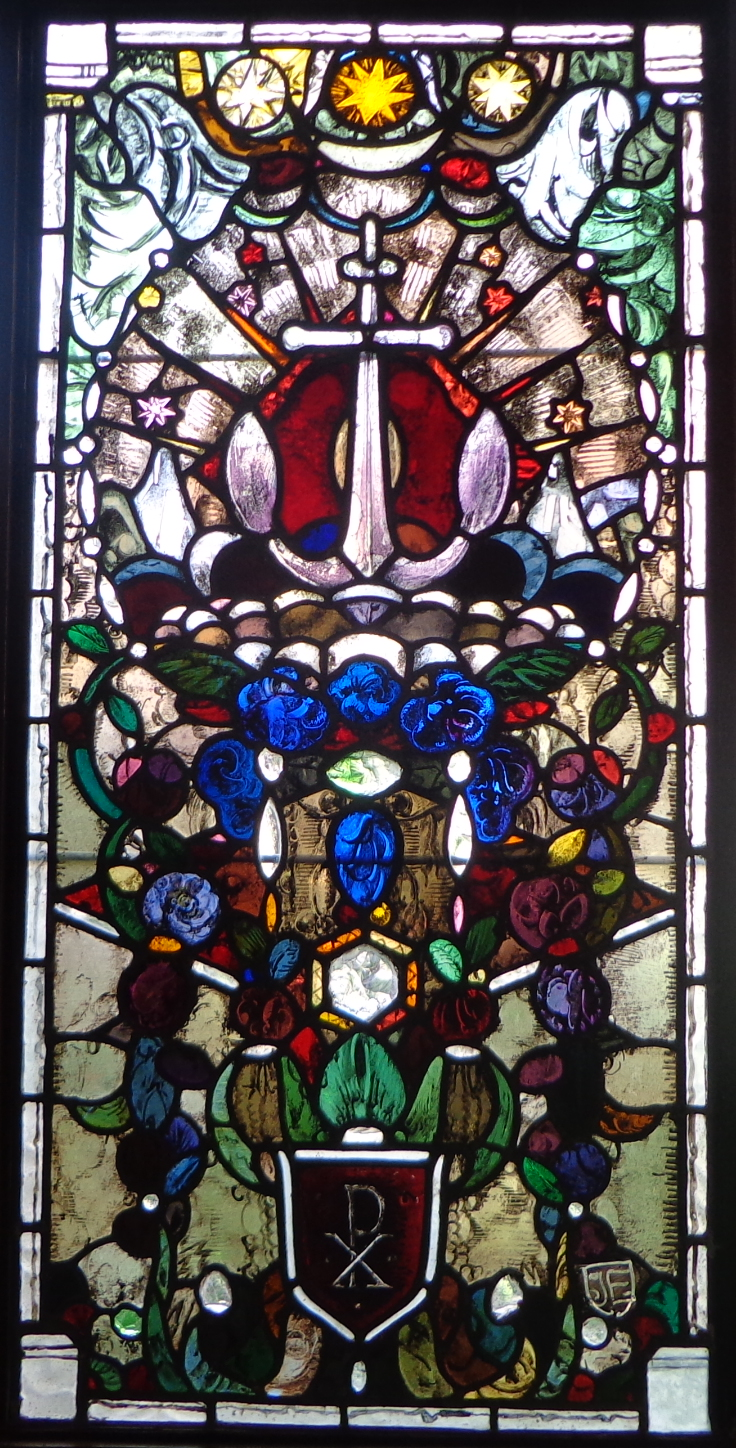
Finestra signada "JE" (id.)
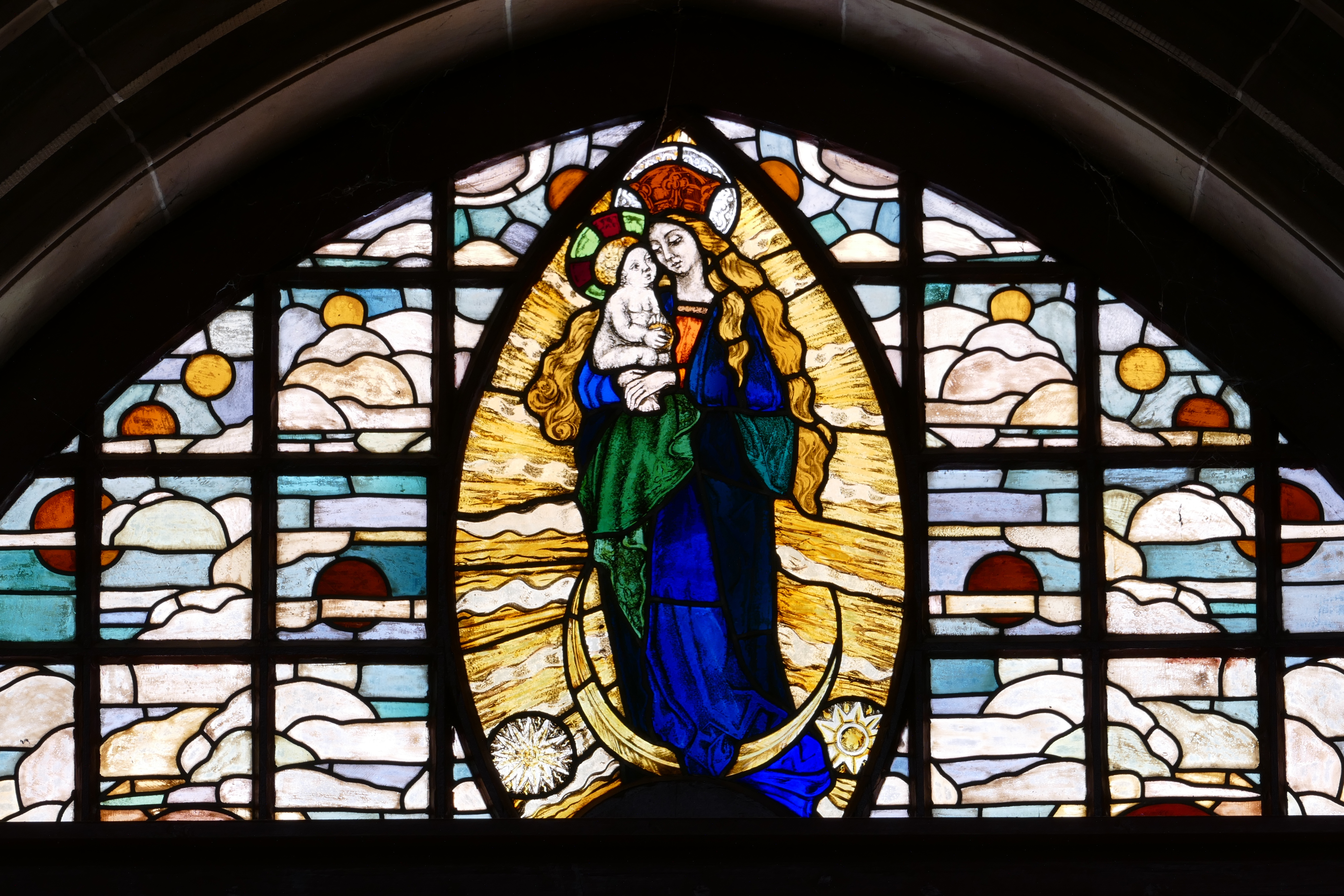
Mare de Déu i el nen (Meistratzheim, Església de Sant Andreu)
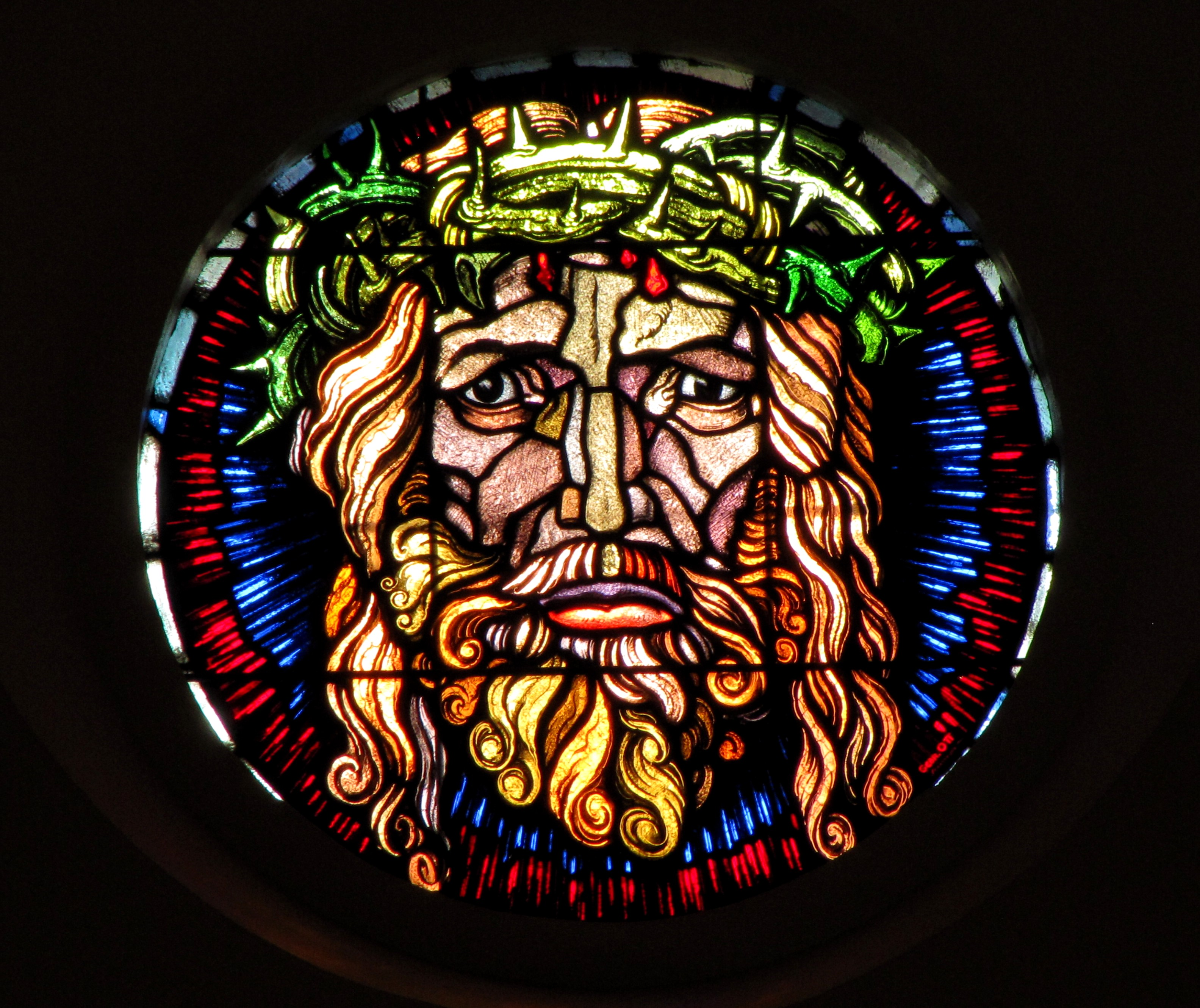
Home de Dolors (Bischheim, església protestant)
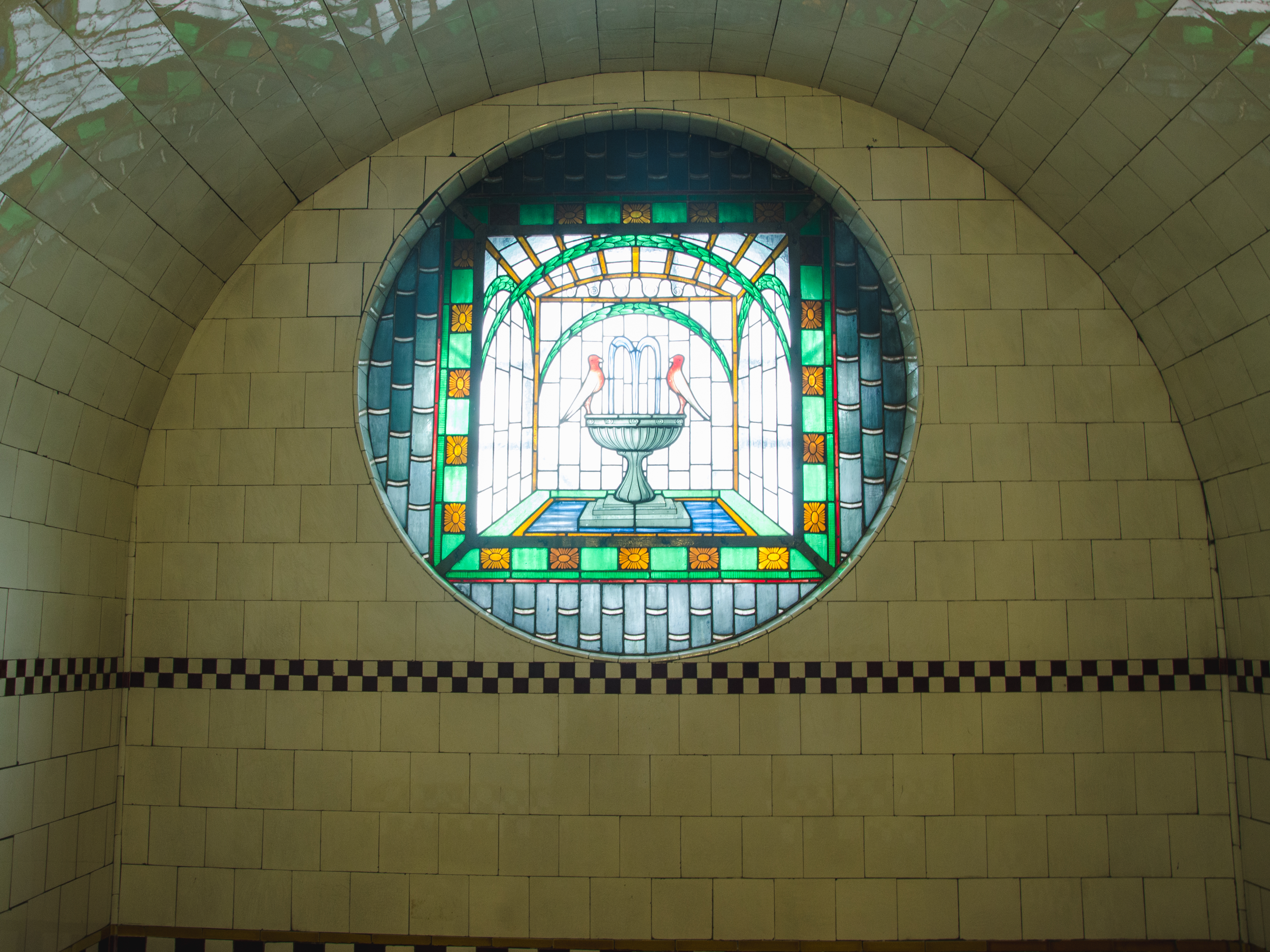
Ocells en una font (Banys municipals d'Estrasburg)